# Жердевка
Жердевка (на руски: Жердевка) е град в Русия, административен център на Жердевски район, Тамбовска област. Населението на града към 1 януари 2018 година е 14 214 души.